# Eladi Vallduví
Eladio o Eladi Vallduví Casals (Reus, Tarragona, España; 26 de abril de 1950) es un extirador deportivo español, especialista en tiro al plato. Participó en cinco Juegos Olímpicos, fue dos veces campeón del mundo y ganó la medalla de oro en los Juegos Mediterráneos de 1979.

## Biografía
Empezó a tirar como aficionado a la caza. A los 17 años dio el salto al tiro deportivo, especializándose en foso olímpico. Durante su juventud logró varios títulos, entre los que destaca el Campeonato del Mundo Júnior de 1970. Fue campeón de España en cuatro ocasiones (1971, 1973, 1976 y 1977). Ganó también tres Copas de España (1971, 1972, y 1976) y dos Copas del Rey (1982 y 1983).
En el terreno internacional fue dos veces campeón del mundo, en Seúl en 1978 y en Caracas en 1982, y bronce en 1981. Fue también campeón de Europa en 1973. Ganó la medalla de oro en los Juegos Mediterráneos de Split 1979 y diplomas en Esmirna 1971 y Argel 1975. En el Gran Premio de Zaragoza de 1982 igualó el récord del mundo, con 200 platos de 200 intentos. 
A lo largo de su carrera fue internacional en 150 ocasiones y participó en cinco Juegos Olímpicos: Múnich 1972, Montreal 1976, Moscú 1980 (diploma olímpico con un quinto puesto), Los Ángeles 1984 y Seúl 1988.  Quedó fuera del equipo español para Barcelona 1992 por discrepancias con el seleccionador, aunque fue uno de los seis deportistas que portaron la bandera olímpica en la ceremonia de apertura de los Juegos.
Tras su retirada, fue seleccionador de España de 1997 a 1998.

## Premios, reconocimientos y distinciones
- Medalla de Plata de la Real Orden del Mérito Deportivo, otorgada por el Consejo Superior de Deportes (2004)